# Bouloumpoukou FC Koudougou
Bouloumpoukou FC Koudougou is een Burkinese voetbalclub uit de stad Koudougou. Ze komen uit in Première Division, de nationale voetbalcompetitie van Burkina Faso. De club werd opgericht in 1962.
AJEB · US Comoé de Banfora · Racing Club de Bobo · AS Douanes · AS Faso-Yennenga · AS Fonctionnaires · US Forces Armées · Rail Club du Kadiogo · ASEC Koudouguou · Majestic SC · Étoile Filante Ouagadougou · US Ouagadougou · AS Police · Rahimo FC · Salitas FC · AS SONABEL